# The Great War (álbum)
The Great War é o nono álbum de estúdio da banda sueca de heavy metal Sabaton. Foi lançado em 19 de julho de 2019. É o primeiro álbum de estúdio com a participação do guitarrista Tommy Johansson. Como muitos dos álbuns do Sabaton, é um álbum conceitual, desta vez sobre a Primeira Guerra Mundial, também conhecida como a Grande Guerra. As canções cobrem múltiplas histórias da guerra, incluindo as de Manfred von Richthofen, T.E. Lawrence, Alvin York, o Ataque dos Homens Mortos, a Batalha de Verdun, e outras.
O primeiro single do álbum, "Fields of Verdun", foi lançado em 3 de maio de 2019. O single seguinte, "The Red Baron" foi lançado em 13 de junho. A música-título, "Great War", foi lançada como single em 27 de junho. Um videoclipe para a faixa "82nd All the Way" foi lançado em 20 de julho. Um videoclipe de "Seven Pillars of Wisdom", no qual Indy Neidell interpreta o papel de T.E. Lawrence, foi filmado no deserto da Tunísia no início de setembro e lançado em 21 de dezembro. Um vídeo ao vivo e um single de "The Attack of the Dead Men", gravado durante uma apresentação em 13 de março de 2020 em Moscou, que incluía o artista cover de metal de língua russa Radio Tapok cantando os versos, foram anunciados em 8 de maio de 2020 para lançamento em 10 de julho.
O álbum foi lançado em quatro edições separadas: o lançamento padrão, uma edição de história com narração contextual que precede cada faixa, uma edição de trilha sonora com versões orquestrais instrumentais das músicas, e um lançamento exclusivo do Sabaton History Patreon. contendo narração de Indy Neidell.
A letra gravada de "82nd All the Way" atribui erroneamente o Sargento Alvin York ao 338º Regimento, em vez de sua designação real ao 328º Regimento de Infantaria. A banda corrige o erro durante apresentações ao vivo da música.

## Recepção
A Grande Guerra recebeu em sua maioria críticas positivas. Holly Wright, da Metal Hammer, deu 4/5 estrelas ao álbum, elogiando-o como "uma marcha estrondosa e cheia de riffs em direção à vitória, com influências do folk e do power metal, que soa notavelmente otimista para um relato de destruição em massa sanguinária". Dave Simpson, do The Guardian, avaliou o álbum com 3/5 estrelas e disse que preferia a versão de história, que precede as músicas com narrações descrevendo os eventos sobre os quais as músicas tratam. Loudwire o nomeou um dos 50 melhores álbuns de metal de 2019.

## Versões de cover
Em 1º de maio de 2019, o Apocalyptica lançou sua versão de "Fields of Verdun".
Em 18 de julho de 2019, o artista cover do YouTube, Radio Tapok, lançou um cover em russo de "The Attack of the Dead Men" com a ajuda de Sabaton. Radio Tapok se juntou ao Sabaton no palco em Moscou na primavera seguinte durante a turnê russa (interrompida devido à pandemia de COVID-19 pouco tempo depois). A performance foi gravada e produzida como single para lançamento em 10 de julho de 2020.
Em 3 de janeiro de 2020, Amaranthe lançou sua versão de "82nd All the Way".

## Lista de faixas
| N.º            | Título                               | Letras                 | Música                   | Tema | Duração |  |
| 1.             | "The Future of Warfare"              | Joakim Brodén          | Brodén                   | A introdução dos tanques na Batalha de Flers–Courcelette e a primeira batalha de tanques na Segunda Batalha de Villers-Bretonneux                                           | 3:26    |  |
| 2.             | "Seven Pillars of Wisdom"            | Brodén                 | Chris Rörland · Brodén   | T. E. Lawrence e seu papel na Revolta Árabe | 3:02    |  |
| 3.             | "82nd All the Way"                   | Brodén · Pär Sundström | Rörland · Brodén         | Alvin York na Ofensiva Meuse–Argonne | 3:31    |  |
| 4.             | "The Attack of the Dead Men"         | Brodén                 | Rörland · Brodén         | O Ataque dos Homens Mortos | 3:56    |  |
| 5.             | "Devil Dogs"                         | Sundström              | Brodén                   | A Marinha dos Estados Unidos na Batalha de Belleau Wood | 3:17    |  |
| 6.             | "The Red Baron"                      | Brodén                 | Brodén                   | Manfred von Richthofen, o ás da aviação alemã mais conhecido como o Barão Vermelho                                                                                          | 3:22    |  |
| 7.             | "Great War"                          | Sundström              | Brodén · Viktor Carlsson | Sofrimento na Primeira Guerra Mundial, especificamente na Batalha de Passchendaele                                                                                          | 4:28    |  |
| 8.             | "A Ghost in the Trenches"            | Brodén                 | Tommy Johansson · Brodén | Francis Pegahmagabow, um dos soldados canadenses mais condecorados durante a Primeira Guerra Mundial, especificamente na Batalha de Passchendaele e na Battle de Scarpe     | 3:26    |  |
| 9.             | "Fields of Verdun"                   | Brodén · Sundström     | Thobbe Englund · Brodén  | A Batalha de Verdun | 3:17    |  |
| 10.            | "The End of the War to End All Wars" | Brodén                 | Tommy Johansson · Brodén | As baixas e armistício da Primeira Guerra Mundial | 4:45    |  |
| 11.            | "In Flanders Fields"                 | John McCrae            | Brodén                   | Um poema de guerra por John McCrae escrito no dia seguinte ao funeral e enterro de um de seus amigos mais próximos: Alexis Helmer, morto durante a Segunda Batalha de Ypres | 1:57    |  |
| Duração total: | Duração total:                       | Duração total:         | Duração total:           | Duração total: | 38:27   |  |

## Pessoal
Membros da banda
- Joakim Brodén – vocais, teclados
- Pär Sundström – baixo, backing vocals
- Chris Rörland – guitarras, backing vocals
- Tommy Johannson – guitarra, backing vocals
- Hannes Van Dahl – bateria, backing vocals

Músicos convidados
- Thobbe Englund – solo de guitarra em "Fields of Verdun"[24]
- Antti Martikainen – arranjos orquestrais em "Fields of Verdun", arranjos orquestrais para a Soundtrack Edition[25]
- Floor Jansen – vocais adicionais, vocais na Soundtrack Edition
- Bethan Dixon Bate – narração na History Edition
- Indy Neidell – narração no History Channel Edition

Produção
- Jonas Kjellgren – produção, engenharia, mixagem
- Maor Appelbaum – engenheiro de masterização

## Paradas
| Parada (2019)                         | Posição alcançada |
| ------------------------------------- | ----------------- |
| Austrália (ARIA)                      | 7                 |
| Áustria (Ö3 Austria Top 40)           | 3                 |
| Bélgica (Ultratop Flandres)           | 3                 |
| Bélgica (Ultratop Valônia)            | 19                |
| Canadá (Billboard)                    | 24                |
| República Tcheca (ČNS IFPI)           | 7                 |
| Países Baixos (Dutch Charts)          | 13                |
| Finlândia (Suomen virallinen lista)   | 3                 |
| French Albums (SNEP)                  | 40                |
| Alemanha (Offizielle Deutsche Charts) | 1                 |
| Hungria (MAHASZ)                      | 10                |
| Itália (FIMI)                         | 50                |
| Japão (Oricon)                        | 74                |
| Lithuanian Albums (AGATA)             | 26                |
| Noruega (VG-lista)                    | 4                 |
| Polónia (ZPAV)                        | 3                 |
| Escócia (Official Scottish Albums)    | 6                 |
| Espanha (PROMUSICAE)                  | 12                |
| Suécia (Sverigetopplistan)            | 1                 |
| Suíça (Schweizer Hitparade)           | 1                 |
| Reino Unido (Official Albums Chart)   | 11                |
| Estados Unidos (Billboard 200)        | 42                |
| Estados Unidos (Top Rock Albums)      | 5                 |

| Parada (2019)                      | Posição |
| ---------------------------------- | ------- |
| Belgian Albums (Ultratop Flanders) | 117     |
| German Albums (Offizielle Top 100) | 64      |
| Swedish Albums (Sverigetopplistan) | 86      |
| Swiss Albums (Schweizer Hitparade) | 76      |

| Parada (2020)                      | Posição |
| ---------------------------------- | ------- |
| Belgian Albums (Ultratop Flanders) | 188     |
| Swedish Albums (Sverigetopplistan) | 89      |

## Certificações
| Região                                                                                             | Certificação | Vendas  |
| -------------------------------------------------------------------------------------------------- | ------------ | ------- |
| Polônia (ZPAV)                                                                                     | Ouro         | 10,000* |
| *números de vendas baseados somente na certificação ^distribuições baseadas apenas na certificação |              |         |